# Scomberomorus multiradiatus
Scomberomorus multiradiatus ist ein meeresbewohnender Raubfisch aus der Familie Scombridae. Er ist als Sportfisch bekannt, in der kommerziellen Fischerei spielt er eine geringere Rolle.

## Beschreibung
Die erste Rückenflosse besteht aus 16 bis 19 Hartstrahlen, die zweite Rückenflosse aus 21 bis 25 Weichstrahlen. Darauf folgen sieben bis neun Flössel. Die Afterflosse hat 25 bis 29 Weichstrahlen, gefolgt von sechs bis neun Flösseln. Die Schwanzflosse ist typisch für einen schnell schwimmenden Freiwasserfisch, groß und tief gespalten. Die Bauchflossen sind sehr klein und haben 20 bis 23 Weichstrahlen. Der Brustflossenansatz liegt unterhalb der Körpermitte.
Der Körper ist spindelförmig und im Vergleich zu denen der meisten anderen Scomberomorus-Arten recht hochrückig. Mit 35 Zentimetern Maximallänge ist Scomberomorus multiradiatus die kleinste Art der Gattung. Die Flanken sind silbern und nicht gemustert, der Rücken dunkler. Eine Schwimmblase ist nicht vorhanden. Die Seitenlinie ist leicht gewellt.

## Verbreitung und Lebensweise
Scomberomorus multiradiatus kommt nur im Golf von Papua vor. Über die Biologie dieser Art ist nichts bekannt. Es handelt sich wohl um einen pelagischen Raubfisch.